# 蒙舍坦
蒙舍坦（法語：Montcheutin，法語發音：[mɔ̃ʃøtɛ̃]）是法国大東部大區阿登省的一个市镇，属于武济耶区。

## 地理
蒙舍坦（49°17'29"N, 4°49'15"E）面积9.64 平方千米，位于法国大東部大區阿登省，该省份为法国北部内陆省份，西接埃纳省，南至马恩省，东临默兹省，北与比利时接壤。
与蒙舍坦接壤的市镇（或旧市镇、城区）包括：欧特里、布孔维尔、沙勒朗日、格朗当、瑟尼克、沃莱穆龙。

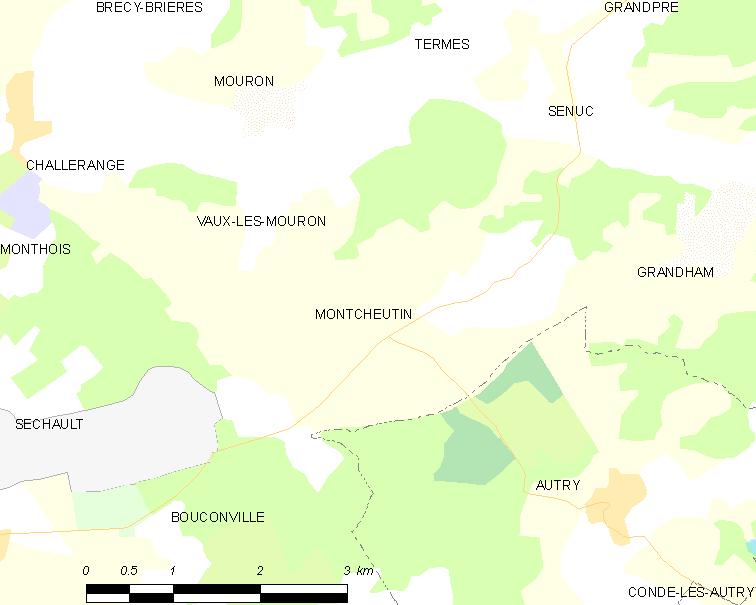
蒙舍坦的OSM定位图

蒙舍坦的时区为UTC+01:00、UTC+02:00（夏令时）。

## 行政
蒙舍坦的邮政编码为08250，INSEE市镇编码为08296。

## 政治
蒙舍坦所属的省级选区为阿蒂尼县。

## 人口

1962-2008年间蒙舍坦人口变化图示

蒙舍坦于2022年1月1日时的人口数量为111人。